# Vilhjálmur Finsen
Se även Vilhjálmur Finsen (journalist)
Vilhjálmur Hlöðvér Finsen, född 1 april 1823 i Reykjavik, död 23 juni 1892 i Köpenhamn, var en isländsk jurist och rättshistoriker, sonson till Hannes Finsen, bror till Hannes Finsen.
Finsen genomgick latinskolan på Bessastaðir, blev student 1841 i Köpenhamn och juris kandidat 1846. Han var borgmästare i Reykjavik 1852-60, assessor i Viborg 1860-68, landsöverrättsassessor i Reykjavik 1868-71 och højesteretsassessor i Köpenhamn 1871-88. Efter sitt avskedstagande ägnade han sig odelat åt den isländska rättshistorien, som redan förut varit föremål för hans studier. Han var en ypperlig kännare av den isländska rätten och hans arbeten kan utan tvivel betraktas som standardverk.
Finsen författade Fremstilling af den isländske Familieret efter Graagaas (i "Annaler for nordisk Oldkyndighed", 1849-50), Om de isländske Love i Fristatstiden (i "Aarbøger for nordisk Oldkyndighed", 1893) och Om den oprindelige Ordning af nogle af den islandske Fristats Institutioner (1888, i "Videnskabernes Selskabs Skrifter") samt utgav en textupplaga av "Grágás" (jämte dansk översättning 1852; ny upplaga 1879 på grundval av en annan handskrift), fragmentariska handskrifter jämte glossarium till hela arbetet (1883).

## Utmärkelser
- Köpenhamns universitets guldmedalj,  1848[2]
- Riddare av Dannebrogorden,  1859[2]
- Dannebrogsmännens hederstecken,  1878[2]
- Kommendör av Dannebrogorden,  1884[2]
- Kommendör av första graden av Dannebrogorden,  1888[2]

[Redigera Wikidata]